# Cteniza sauvagesi
Cteniza sauvagesi Rossi, 1788 è un ragno terricolo della famiglia degli Ctenizidi.

## Distribuzione
La specie è diffusa principalmente in Corsica e Sardegna, tuttavia la si può trovare in tutti i paesi affacciati sul Mediterraneo occidentale.

## Descrizione
Misura circa 2 cm di lunghezza, il corpo è massiccio e di colore scuro, mentre sulla testa presenta riflessi metallici.

## Biologia
La specie ha abitudini solitarie e notturne. Il ragno scava una profonda "tana-botola" nei terreni prevalentemente argillosi. La galleria viene cosparsa di ragnatele per non farvi cadere particelle di terra, in modo simile ai ragni della famiglia dei Nemesiidi. Il buco della tana viene tenuto chiuso da un opercolo (appunto una botola) apribile a spinta dall'interno: tale opercolo è generalmente costituito da sughero o da pezzetti di legno e corteccia, ed ha un diametro massimo di un centimetro.
La femmina praticamente passa la sua vita nella tana ed esce solo per ghermire le sue prede (che probabilmente individua grazie alle vibrazioni del terreno), stando ben attenta a tenere l'ultimo paio di zampe attorno all'entrata della propria tana, in modo da non restare chiusa fuori.

I maschi, invece, girovagano continuamente alla ricerca di femmine con le quali accoppiarsi: per presentarsi alla femmina, il maschio tocca con le zampe il coperchio della sua tana, sicché essa possa riconoscerlo e non scambiarlo per una preda, lasciandolo così entrare. La femmina divora il maschio subito dopo l'accoppiamento all'interno della tana.